# ويندوز إنسايدر
ويندوز إنسايدر (بالإنجليزية: Windows Insider)‏ هو برنامج مِن مايكروسوفت، يُمَكِّن للمُستخدم رؤية آخر التحديثات والمِيّزات. يُتاح للمُستخدم أن ينضَّم إلى البرنامج مجانًا. ويتيح البرنامج اختبار تحديثات وميزات أنظمة التشغيل الجديدة قبل إتاحتها للجمهور. ويُمكِّن للمُستخدمين تقديم ملاحظات إلى مايكروسوفت.

## التاريخ

### ويندوز 10
وصلت أحدث المعلومات حول إصدارات المُعاينة لنظام التشغيل ويندوز 10 عند طرحها من الشركة. تم التحديث لنظام التشغيل ويندوز 10، حيثُ تَمَّ إصدار بُنية 19044.1947، والتي تَمَّ إصدارها في 15 أغسطس 2022.

### ويندوز 11
يعمل الإصدار في هذا النظام على إصلاح مجموعة متنوعة من الأخطاء، بما في ذلك أحد الأخطاء التي تسببت في تعطل أجزاء من شريط المهام أو أيقوناتهُ؛ مثل وجود ألوان ذات تنسيق خاطئ عند التبديل بين السمة الفاتحة والداكنة، وأخرى أدَّت إلى تعطل الإعدادات عند إزالة الأجهزة المُتَّصِلة. ويحتوي الإصدار على «13 مشكلة معروفة»، بما في ذلك مشكلة قد يظهر فيها رقم شارة إعلام الأدوات بشكل غير صحيح على شريط المهام، وأخرى قد لا يتم فيها تمكين عناصر شريط الأوامر مثل النسخ واللصق وإفراغ سلة المحذوفات بشكل غير متوقع في الوقت غير المناسب.

## استخدام
كانَ البرنامج عبارة عن خيار تجريبي قدَّمتهُ مايكروسوفت لاختبار نظام التشغيل القادم في وقت إصدار البرنامج (ويندوز 10) وتحديثاته قبل الإطلاق الرسمي. تم تصميم هذا البرنامج بشكل أساسي للمُهتمين بمايكروسوفت الذين يُطالعون الميزات الجديدة. حيثُ تَمَّ إطلاقه في 14 سبتمبر 2014، أثناء الكشف عن ويندوز 10.

## وصلات خارجية
- الموقع الرسمي